# Acanthocereus baxaniensis
Acanthocereus baxaniensis là một loài thực vật có hoa trong họ Cactaceae. Loài này được (Karw. ex Pfeiff.) Borg. mô tả khoa học đầu tiên năm 1937.